# ARM Cortex-A5
Az ARM Cortex-A5 egy az ARM Holdings által tervezett, ARM v7 utasításkészlet-architektúrát implementáló processzormag.

## Áttekintés
Ezt a típust az ARM9 és ARM11 magok felváltására tervezték az alsókategóriás és belépő szintű eszközökben. Az említett régebbi magokkal összehasonlítva a Cortex-A5 az ARM v7 architektúra a v4/v5 (ARM9) és v6 (ARM11) architektúrákat meghaladó továbbfejlesztett jellemzőit kínálja, mint például a VFPv4 és a fejlett NEON SIMD. Lehetővé teszi az eszközök számára a forgalomban levő szoftverek futtatását, amelyek egyre nagyobb mértékben az ARM v7-en alapulnak és egyre kevésbé támogatják a korábbi architektúrákat (a régi architektúrákon futó szoftverek támogatottsága meredeken esik, azok kiszorulnak a használatból).
A Cortex-A5 magok legfontosabb jellemzői:
- egyszeres kibocsátású, in-order mikroarchitektúra 8 fokozatú utasítás-futószalaggal[2]
- NEON SIMD utasításkészlet kiterjesztés (opcionális)
- VFPv4 lebegőpontos egység (opcionális)
- Thumb-2 utasításkészlet-kódolás
- Jazelle RCT
- teljesítmény: 1,57 DMIPS / MHz

## Csipek
Számos egylapkás rendszer (SoC) tartalmaz Cortex-A5 magot, például:
- Atmel SAM A5D3
- Freescale Vybrid sorozat
- Snapdragon S4 Play
- Spreadtrum SC8810 (egymagos A5 1 GHz + Mali400 GPU)
- Actions Semiconductor ATM7029 (gs702a) – négymagos Cortex-A5 konfiguráció
- A 2013-as AMD Fusion APU-k egy Cortex-A5 processzort tartalmaznak biztonsági koprocesszorként[3]

## Fordítás
Ez a szócikk részben vagy egészben  az   ARM Cortex-A5 című angol Wikipédia-szócikk ezen változatának fordításán alapul.  Az eredeti cikk szerkesztőit annak laptörténete sorolja fel. Ez a jelzés csupán a megfogalmazás eredetét és a szerzői jogokat jelzi, nem szolgál a cikkben szereplő információk forrásmegjelöléseként.